# NGC 2412
NGC 2412 је двојна звезда у сазвежђу Мали пас која се налази на NGC листи објеката дубоког неба.
Деклинација објекта је + 8° 32' 51" а ректасцензија 7h 34m 21,5s. Привидна величина (магнитуда) објекта NGC 2412 износи 13,6.